# Championnat d'Europe II masculin de hockey sur gazon 2025
Navigation
Dublin 2023 2027
Le Championnat d'Europe II masculin de hockey sur gazon 2025 était la 11e édition du Championnat d'Europe II masculin de hockey sur gazon, une compétition de hockey sur gazon organisée tous les 2 ans par la Fédération européenne de hockey. Le tournoi se déroulait à Lousada au Portugal du 27 juillet au 2 août 2025.
En tant que finalistes de la compétition, l'Irlande et le Pays de Galles sont promues à l'Euro 2027.
L'Irlande et le Pays de Galles, en tant que demi-finalistes gagnants, et l'Écosse, en tant que vainqueur du match pour la 3e place, se qualifient pour les qualifications de la Coupe du monde 2026.
Le Pays de Galles remporte son premier Euro II en battant l'Irlande 3 - 1 aux tirs au but après le partage 1 but partout dans le temps réglementaire en finale.

## Organisation
Le 2 octobre 2024, le Portugal est désigné pays organisateur avec pour ville hôte Lousada dix-huit ans après avoir organisé le Trophée d'Europe masculin de hockey sur gazon 2007 à Lisbonne,.

### Ville hôte
| [[Fichier:Portugal location map.svg\|240px\|{{#if:\|{{{alt}}}\|Championnat d'Europe II masculin de hockey sur gazon 2025 est dans la page Portugal.]]Lousada | Lousada           |
| --- | ----------------- |
| [[Fichier:Portugal location map.svg\|240px\|{{#if:\|{{{alt}}}\|Championnat d'Europe II masculin de hockey sur gazon 2025 est dans la page Portugal.]]Lousada | AD Lousada        |
| [[Fichier:Portugal location map.svg\|240px\|{{#if:\|{{{alt}}}\|Championnat d'Europe II masculin de hockey sur gazon 2025 est dans la page Portugal.]]Lousada | Capacité: Inconnu |
| [[Fichier:Portugal location map.svg\|240px\|{{#if:\|{{{alt}}}\|Championnat d'Europe II masculin de hockey sur gazon 2025 est dans la page Portugal.]]Lousada |                   |

## Qualifications
Les équipes étant classées de deuxième à cinquième dans les tournois de Qualifications de l'Euro 2025 prennent part à la compétition.

### Nations qualifiées
| Événement                     | Dates             | Lieu   | Quotas | Qualifiés                              |
| ----------------------------- | ----------------- | ------ | ------ | -------------------------------------- |
| Qualifications de l'Euro 2025 | 22 - 25 août 2024 | Vienne | 3      | Portugal Écosse Suisse Ukraine         |
| Qualifications de l'Euro 2025 | 22 - 25 août 2024 | Dublin | 4      | Tchéquie Irlande Italie Pays de Galles |
| Réallocation                  | 2 octobre 2024    | NC     | 1      | Croatie                                |
| Total                         | Total             | Total  | 8      |                                        |

## Format
Huit équipes sont réparties en deux groupes de quatre équipes. Le format est celui d'un tournoi toutes rondes : chaque équipe joue un match contre les trois autres équipes du même groupe.
Les deux premiers de chaque groupe se qualifient pour la phase de promotion, tandis que les deux derniers de chaque groupe se qualifient pour la phase de classement au sein d'un groupe de quatre équipes.

### Critères de départage
En cas d'égalité de points entre plusieurs équipes, les critères suivants sont appliqués dans l'ordre indiqué pour établir leur classement:
1. Plus grand nombre de victoires,
2. Meilleure différence de buts,
3. Plus grand nombre de buts marqués,
4. Plus grand nombre de points marqués entre les équipes concernées,
5. Plus grand nombre de buts marqués de plein jeu.

## Premier tour
Légende :
- Phase de promotion
- Phase de classement

### Poule A
| Rang | Équipe     | Pts | J | G | N | P | Bp | Bc | Diff |
| ---- | ---------- | --- | - | - | - | - | -- | -- | ---- |
| 1    | Irlande    | 9   | 3 | 3 | 0 | 0 | 15 | 3  | +12  |
| 2    | Italie     | 6   | 3 | 2 | 0 | 1 | 5  | 3  | +2   |
| 3    | Tchéquie   | 3   | 3 | 1 | 0 | 2 | 6  | 9  | -3   |
| 4    | Portugal H | 0   | 3 | 0 | 0 | 3 | 2  | 13 | -11  |

| Match 3               | Irlande                                        | 5 - 3   | Tchéquie                               |                                     |                                     |
| 27 juillet 2025 15h45 | McKee 28e, 34e · Cole 37e, 42e · M. Nelson 42e | (1 - 2) | 13e Gerlický · 23e Plochý · 32e Soukup | Arbitrage : Duncan Ruzzak Ana Faias | Arbitrage : Duncan Ruzzak Ana Faias |
| 27 juillet 2025 15h45 | Rapport                                        |         |                                        | Arbitrage : Duncan Ruzzak Ana Faias | Arbitrage : Duncan Ruzzak Ana Faias |

| Match 4               | Italie          | 2 - 1   | Portugal        |                                                        |                                                        |
| 27 juillet 2025 18h00 | Arosio 31e, 47e | (0 - 1) | 24e L. Halfmann | Arbitrage : Benjamin Messerli Christian Phillips-Adams | Arbitrage : Benjamin Messerli Christian Phillips-Adams |
| 27 juillet 2025 18h00 | Rapport         |         |                 | Arbitrage : Benjamin Messerli Christian Phillips-Adams | Arbitrage : Benjamin Messerli Christian Phillips-Adams |

| Match 7               | Italie  | 0 - 1   | Irlande   |                                         |                                         |
| 29 juillet 2025 15h15 |         | (0 - 1) | 2e Duncan | Arbitrage : Ana Faias Benjamin Messerli | Arbitrage : Ana Faias Benjamin Messerli |
| 29 juillet 2025 15h15 | Rapport |         |           | Arbitrage : Ana Faias Benjamin Messerli | Arbitrage : Ana Faias Benjamin Messerli |

| Match 8               | Tchéquie                 | 2 - 1   | Portugal   |                                      |                                      |
| 29 juillet 2025 17h30 | F. Toms 9e · Homolka 60e | (1 - 1) | 21e Castro | Arbitrage : Rob Argent Duncan Ruzzak | Arbitrage : Rob Argent Duncan Ruzzak |
| 29 juillet 2025 17h30 | Rapport                  |         |            | Arbitrage : Rob Argent Duncan Ruzzak | Arbitrage : Rob Argent Duncan Ruzzak |

| Match 11              | Tchéquie | 1 - 3   | Italie                               |                                                   |                                                   |
| 30 juillet 2025 15h45 | Šmíd 21e | (1 - 2) | 4e Giuliani · 15e Mondo · 58e Brocco | Arbitrage : Christian Phillips-Adams Daniel Denta | Arbitrage : Christian Phillips-Adams Daniel Denta |
| 30 juillet 2025 15h45 | Rapport  |         |                                      | Arbitrage : Christian Phillips-Adams Daniel Denta | Arbitrage : Christian Phillips-Adams Daniel Denta |

| Match 12              | Irlande | 9 - 0   | Portugal |                                           |                                           |
| 30 juillet 2025 18h00 | McNellis 10e · Gibson 24e · B. Nelson 25e · Rowe 25e, 35e · Lynch 33e · Cole 43e · Murray 55e · Duncan 57e | (4 - 0) |          | Arbitrage : Alessio Fiorenza Ivan Grgurev | Arbitrage : Alessio Fiorenza Ivan Grgurev |
| 30 juillet 2025 18h00 | Rapport |         |          | Arbitrage : Alessio Fiorenza Ivan Grgurev | Arbitrage : Alessio Fiorenza Ivan Grgurev |

### Poule B
| Rang | Équipe           | Pts | J | G | N | P | Bp | Bc | Diff |
| ---- | ---------------- | --- | - | - | - | - | -- | -- | ---- |
| 1    | Pays de Galles R | 7   | 3 | 2 | 1 | 0 | 19 | 3  | +16  |
| 2    | Écosse           | 7   | 3 | 2 | 1 | 0 | 14 | 8  | +6   |
| 3    | Suisse           | 1   | 3 | 0 | 1 | 2 | 7  | 10 | -3   |
| 4    | Croatie P        | 1   | 3 | 0 | 1 | 2 | 6  | 25 | -19  |

| Match 1               | Pays de Galles                             | 3 - 1   | Suisse         |                                         |                                         |
| 27 juillet 2025 11h15 | Pritchard 5e · Bradshaw 9e · Griffiths 17e | (3 - 0) | 40e Hengartner | Arbitrage : Raphaël Adrien Ivan Grgurev | Arbitrage : Raphaël Adrien Ivan Grgurev |
| 27 juillet 2025 11h15 | Rapport                                    |         |                | Arbitrage : Raphaël Adrien Ivan Grgurev | Arbitrage : Raphaël Adrien Ivan Grgurev |

| Match 2               | Écosse                                                                 | 8 - 3   | Croatie                                |                                         |                                         |
| 27 juillet 2025 13h30 | Walker 6e, 22e, 55e, 59e · Field 12e · Golden 15e, 35e · McConnell 40e | (4 - 1) | 5e Zidanić · 38e Krleža · 39e Ilinović | Arbitrage : Rob Argent Alessio Fiorenza | Arbitrage : Rob Argent Alessio Fiorenza |
| 27 juillet 2025 13h30 | Rapport                                                                |         |                                        | Arbitrage : Rob Argent Alessio Fiorenza | Arbitrage : Rob Argent Alessio Fiorenza |

| Match 5               | Suisse                                    | 3 - 3   | Croatie                   |                                          |                                          |
| 28 juillet 2025 15h15 | Conrad 10e · Kraxner 24e · Hengartner 58e | (2 - 1) | 18e, 44e, 51e L. Bachmann | Arbitrage : Alessio Fiorenza Tomas Holek | Arbitrage : Alessio Fiorenza Tomas Holek |
| 28 juillet 2025 15h15 | Rapport                                   |         |                           | Arbitrage : Alessio Fiorenza Tomas Holek | Arbitrage : Alessio Fiorenza Tomas Holek |

| Match 6               | Écosse          | 2 - 2   | Pays de Galles                |                                         |                                         |
| 28 juillet 2025 17h30 | Walker 26e, 47e | (1 - 1) | 12e N. Morgan · 60e Griffiths | Arbitrage : Daniel Denta Raphaël Adrien | Arbitrage : Daniel Denta Raphaël Adrien |
| 28 juillet 2025 17h30 | Rapport         |         |                               | Arbitrage : Daniel Denta Raphaël Adrien | Arbitrage : Daniel Denta Raphaël Adrien |

| Match 9               | Pays de Galles | 14 - 0   | Croatie |                                     |                                     |
| 30 juillet 2025 11h15 | Pritchard 1e, 4e, 18e, 46e · N. Morgan 2e, 10e · Furlong 8e, 29e, 48e · Griffiths 9e, 27e · Newbold 14e, 21e · Bennett 21e | (12 - 0) |         | Arbitrage : Ana Faias Duncan Ruzzak | Arbitrage : Ana Faias Duncan Ruzzak |
| 30 juillet 2025 11h15 | Rapport |          |         | Arbitrage : Ana Faias Duncan Ruzzak | Arbitrage : Ana Faias Duncan Ruzzak |

| Match 10              | Suisse                       | 3 - 4   | Écosse                         |                                        |                                        |
| 30 juillet 2025 13h30 | Hug 7e, 24e · Brönnimann 15e | (3 - 3) | 6e, 8e Green · 15e, 51e Golden | Arbitrage : Tomas Holek Raphaël Adrien | Arbitrage : Tomas Holek Raphaël Adrien |
| 30 juillet 2025 13h30 | Rapport                      |         |                                | Arbitrage : Tomas Holek Raphaël Adrien | Arbitrage : Tomas Holek Raphaël Adrien |

## Phase de classement

### Poule C
| Rang | Équipe    | Pts | J | G | N | P | Bp | Bc | Diff |
| ---- | --------- | --- | - | - | - | - | -- | -- | ---- |
| 5    | Tchéquie  | 7   | 3 | 2 | 1 | 0 | 7  | 3  | +4   |
| 6    | Suisse    | 5   | 3 | 1 | 2 | 0 | 11 | 10 | +1   |
| 7    | Croatie P | 4   | 3 | 1 | 1 | 1 | 6  | 7  | -1   |
| 8    | Portugal  | 0   | 3 | 0 | 0 | 3 | 7  | 11 | -4   |

| Match 13            | Portugal  | 1 - 3   | Croatie                          |                                          |                                          |
| 1er août 2025 10h15 | Franco 5e | (1 - 2) | 4e, 20e Krleža · 49e L. Bachmann | Arbitrage : Tomas Holek Alessio Fiorenza | Arbitrage : Tomas Holek Alessio Fiorenza |
| 1er août 2025 10h15 | Rapport   |         |                                  | Arbitrage : Tomas Holek Alessio Fiorenza | Arbitrage : Tomas Holek Alessio Fiorenza |

| Match 14            | Tchéquie               | 2 - 2   | Suisse              |                                       |                                       |
| 1er août 2025 12h30 | Klaban 42e · Uhlíř 60e | (0 - 1) | 23e, 42e Grandchamp | Arbitrage : Ivan Grgurev Daniel Denta | Arbitrage : Ivan Grgurev Daniel Denta |
| 1er août 2025 12h30 | Rapport                |         |                     | Arbitrage : Ivan Grgurev Daniel Denta | Arbitrage : Ivan Grgurev Daniel Denta |

| Match 17          | Tchéquie                           | 3 - 0   | Croatie |                                                    |                                                    |
| 2 août 2025 09h00 | Soukup 43e · Šmíd 54e · Šesták 58e | (0 - 0) |         | Arbitrage : Christian Phillips-Adams Duncan Razzak | Arbitrage : Christian Phillips-Adams Duncan Razzak |
| 2 août 2025 09h00 | Rapport                            |         |         | Arbitrage : Christian Phillips-Adams Duncan Razzak | Arbitrage : Christian Phillips-Adams Duncan Razzak |

| Match 18          | Suisse                                                      | 6 - 5   | Portugal                                                         |                                      |                                      |
| 2 août 2025 11h15 | Grandchamp 21e, 30e, 53e, 57e · Gassner 41e · Mohrhauer 59e | (2 - 3) | 13e L. Halfmann · 14e Q. Halfmann · 16e, 51e Castro · 33e Coelho | Arbitrage : Tomas Holek Ivan Grgurev | Arbitrage : Tomas Holek Ivan Grgurev |
| 2 août 2025 11h15 | Rapport                                                     |         |                                                                  | Arbitrage : Tomas Holek Ivan Grgurev | Arbitrage : Tomas Holek Ivan Grgurev |

## Phase de promotion

### Tableau de promotion
|  | Demi-finales  | Demi-finales   | Demi-finales  | Demi-finales   |                               |          | Finale      | Finale      | Finale      | Finale      |
|  |               |                |               |                |                               |          |             |             |             |             |
|  | 1er août 2025 | 1er août 2025  | 1er août 2025 | 1er août 2025  |                               |          | 2 août 2025 | 2 août 2025 | 2 août 2025 | 2 août 2025 |
|  | A1            | Irlande        | 3             | 3              |                               |          | 2 août 2025 | 2 août 2025 | 2 août 2025 | 2 août 2025 |
|  | A1            | Irlande        | 3             | 3              |                               |          | 2 août 2025 | 2 août 2025 | 2 août 2025 | 2 août 2025 |
|  | B2            | Écosse         | 1             | 1              |                               |          | 2 août 2025 | 2 août 2025 | 2 août 2025 | 2 août 2025 |
|  | B2            | Écosse         | 1             | 1              | A1                            | Irlande  | 1 (1)       | 1 (1)       |             |             |
|  | 1er août 2025 |                |               |                | A1                            | Irlande  | 1 (1)       | 1 (1)       |             |             |
|  |               |                | B1            | Pays de Galles | 1 (3)tab                      | 1 (3)tab |             |             |             |             |
|  | B1            | Pays de Galles | B1            | Pays de Galles | 1 (3)tab                      | 1 (3)tab | 5           | 5           |             |             |
|  | B1            | Pays de Galles |               |                |                               |          |             | 5           |             |             |
|  | A2            | Italie         | 0             | 0              |                               |          |             |             |             |             |
|  | A2            | Italie         | 0             | 0              | Match pour la troisième place |          |             |             |             |             |
|  |               |                |               |                |                               |          |             |             |             |             |
|  | 2 août 2025   |                |               |                |                               |          |             |             |             |             |
|  | B2            | Écosse         | 5             | 5              |                               |          |             |             |             |             |
|  | B2            | Écosse         | 5             | 5              |                               |          |             |             |             |             |
|  | A2            | Italie         | 2             | 2              |                               |          |             |             |             |             |
|  | A2            | Italie         | 2             | 2              |                               |          |             |             |             |             |

### Demi-finales
| Match 15            | Pays de Galles                                                            | 5 - 0   | Italie |                                  |                                  |
| 1er août 2025 14h45 | Francis 27e · Griffiths 32e · N. Morgan 40e · Pritchard 55e · Newbold 59e | (1 - 0) |        | Arbitrage : Rob Argent Ana Faias | Arbitrage : Rob Argent Ana Faias |
| 1er août 2025 14h45 | Rapport                                                                   |         |        | Arbitrage : Rob Argent Ana Faias | Arbitrage : Rob Argent Ana Faias |

| Match 16            | Irlande                 | 3 - 1   | Écosse    |                                                        |                                                        |
| 1er août 2025 17h00 | Cole 3e · Rowe 40e, 44e | (1 - 0) | 46e Field | Arbitrage : Benjamin Messerli Christian Phillips-Adams | Arbitrage : Benjamin Messerli Christian Phillips-Adams |
| 1er août 2025 17h00 | Rapport                 |         |           | Arbitrage : Benjamin Messerli Christian Phillips-Adams | Arbitrage : Benjamin Messerli Christian Phillips-Adams |

### Match pour la3eplace
| Match 19          | Italie                   | 2 - 5   | Écosse                                 |                                       |                                       |
| 2 août 2025 13h45 | Clément 11e · Osorio 14e | (2 - 2) | 16e Golden · 23e, 36e, 57e, 60e Walker | Arbitrage : Raphäel Adrien Rob Argent | Arbitrage : Raphäel Adrien Rob Argent |
| 2 août 2025 13h45 | Rapport                  |         |                                        | Arbitrage : Raphäel Adrien Rob Argent | Arbitrage : Raphäel Adrien Rob Argent |

### Finale
| Match 20          | Pays de Galles                            | 1 - 1             | Irlande                       |                                            |                                            |
| 2 août 2025 16h00 | Pritchard 19e                             | (1 - 1)           | 14e Duncan                    | Arbitrage : Benjamin Messerli Daniel Denta | Arbitrage : Benjamin Messerli Daniel Denta |
| 2 août 2025 16h00 | Rapport                                   |                   |                               | Arbitrage : Benjamin Messerli Daniel Denta | Arbitrage : Benjamin Messerli Daniel Denta |
| 2 août 2025 16h00 | Griffiths · Newbold · Francis · Pritchard | Tirs au but 3 - 1 | Murray · McKee · Walsh · Rowe | Arbitrage : Benjamin Messerli Daniel Denta | Arbitrage : Benjamin Messerli Daniel Denta |

## Statistiques

### Buteurs

#### 10 buts
- Struan Walker

#### 7 buts
- Jack Pritchard

#### 6 buts
- Loris Grandchamp

#### 5 buts
- Jamie Golden
- Gareth Griffiths

#### 4 buts
- Lucas Bachmann
- Lee Cole
- Louis Rowe
- Nicholas Morgan

#### 3 buts
- Josip Krleža
- Jeremy Duncan
- Davide Arosio
- Rodrigo Castro
- Gareth Furlong
- Fred Newbold

#### 2 buts
- Štěpán Šmíd
- Vít Soukup
- Johnny McKee
- Laurens Halfmann
- Robert Field
- Jamie Green
- Yannick Hug
- Lukas Hengartner

#### 1 but
- Mario Ilinović
- Andrej Zidanić
- Eduard Gerlický
- Jakub Homolka
- Jakub Klaban
- Lukas Plochý
- Kryštof Šesták
- František Toms
- Adam Uhlíř
- Fergus Gibson
- Jonathan Lynch
- Mark McNellis
- Sean Murray
- Ben Nelson
- Matthew Nelson
- Claudio Brocco
- Geronimo Clément
- Davide Giuliani
- Manuel Mondo
- David Franco
- Quentin Halfmann
- Joaquin Coelho
- Andrew McConnell
- Elias Brönnimann
- Mika Conrad
- Lorenz Gassner
- Léonard Kraxner
- Matthias Mohrhauer
- John Bennett
- Rhys Bradshaw
- Benjamin Francis

### Classement final
| Rang                                  | Groupe | Équipe           | J | V | N | P | BP | BC | +/- | Pts | Classement mondial FIH | Classement mondial FIH | Classement mondial FIH |
| Rang                                  | Groupe | Équipe           | J | V | N | P | BP | BC | +/- | Pts | Avant                  | Après                  | +/-                    |
| ------------------------------------- | ------ | ---------------- | - | - | - | - | -- | -- | --- | --- | ---------------------- | ---------------------- | ---------------------- |
| 1                                     | B      | Pays de Galles R | 5 | 3 | 2 | 0 | 25 | 4  | +21 | 11  | 17                     | 16                     | +1                     |
| 2                                     | A      | Irlande          | 5 | 4 | 1 | 0 | 19 | 5  | +14 | 13  | 11                     | 11                     | 0                      |
| 3                                     | B      | Écosse           | 5 | 3 | 1 | 1 | 20 | 13 | +7  | 10  | 20                     | 20                     | 0                      |
| 4                                     | A      | Italie           | 5 | 2 | 0 | 3 | 7  | 13 | -6  | 6   | 27                     | 28                     | -1                     |
| Nations éliminées en phase de groupes |        |                  |   |   |   |   |    |    |     |     |                        |                        |                        |
| 5                                     | A      | Tchéquie         | 5 | 2 | 1 | 2 | 11 | 11 | 0   | 7   | 32                     | 32                     | 0                      |
| 6                                     | B      | Suisse           | 5 | 1 | 2 | 2 | 15 | 17 | -2  | 5   | 41                     | 39                     | +2                     |
| 7                                     | B      | Croatie P        | 5 | 1 | 1 | 3 | 9  | 29 | -20 | 4   | 49                     | 49                     | 0                      |
| 8                                     | A      | Portugal H       | 5 | 0 | 0 | 5 | 8  | 22 | -14 | 0   | 51                     | 69                     | -18                    |

|  | Nations promues à l'Euro 2027 et qualifiées pour les Qualifications de la Coupe du monde 2026 |
|  | Nation qualifiée pour les Qualifications de la Coupe du monde 2026                            |